# Мінько Сергій Анатолійович

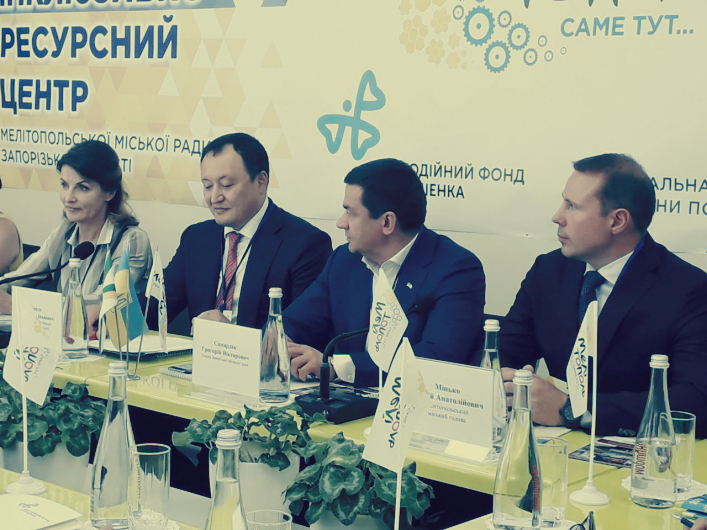
12 червня 2018

Сергій Анато́лійович Мінько́ (нар. 20 вересня 1973, Павлодар, Казахська РСР, СРСР) — український політик, бізнесмен, громадський діяч і меценат. Міський голова Мелітополя (2015—2019), секретар Мелітопольської міської ради і виконувач обов'язків міського голови у 2014—2015 рр. Народний депутат України IX скликання. Засновник виробника фруктів «Мелітопольська черешня», власник однойменного бренду.

## Біографія
Народився 20 вересня 1973 року у Павлодарі Казахської РСР.

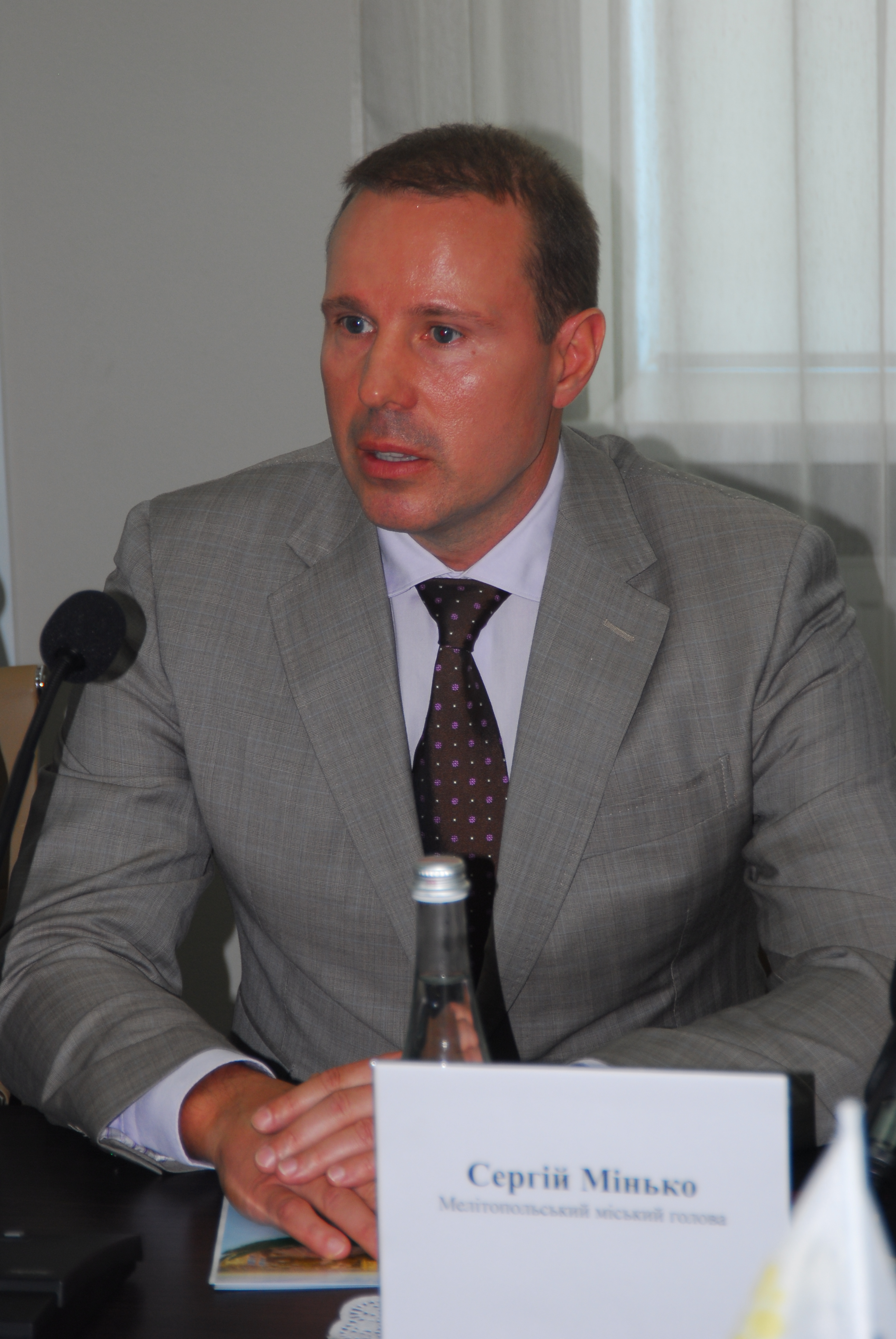
20 червня 2018

### Освіта
2004—2010 — навчався у Таврійському державному агротехнологічному університеті, здобув освіту за спеціальністю «Механізація сільського господарства», отримав кваліфікацію «Інженер-механік» і науковий ступінь магістра.
У 2016 році захистив дисертацію та отримав науковий ступінь кандидата технічних наук за спеціальністю «Машини і засоби механізації сільськогосподарського виробництва».

### Трудова діяльність та бізнес
- 1990—1991 — токар мелітопольського заводу «Автогідроагрегат».
- 1991—1992 — строкова військова служба.
- 1992—1997 — приватний підприємець.
- 1997—1998 — директор ТОВ «Альянс-СВ».
- 1998—2001 — директор ПП «Алмін-98».

У 2002 році створив групу компаній «Мелітопольська черешня». Станом на 2019 рік компанія мала 15 тис. га землі в обробітку в Запорізькій, Херсонській та Харківській областях. Компанія до лютого 2022 року виробляла чверть всієї української черешні, яку, окрім українського ринку, успішно експортувала в Польщу, Молдову, Литву та інші країни.

## Політична кар'єра

### Депутат Мелітопольської міської ради
З 5 листопада 2010 року — депутат Мелітопольської міської ради. Обраний за списками Партії регіонів.

### Секретар Мелітопольської міської ради

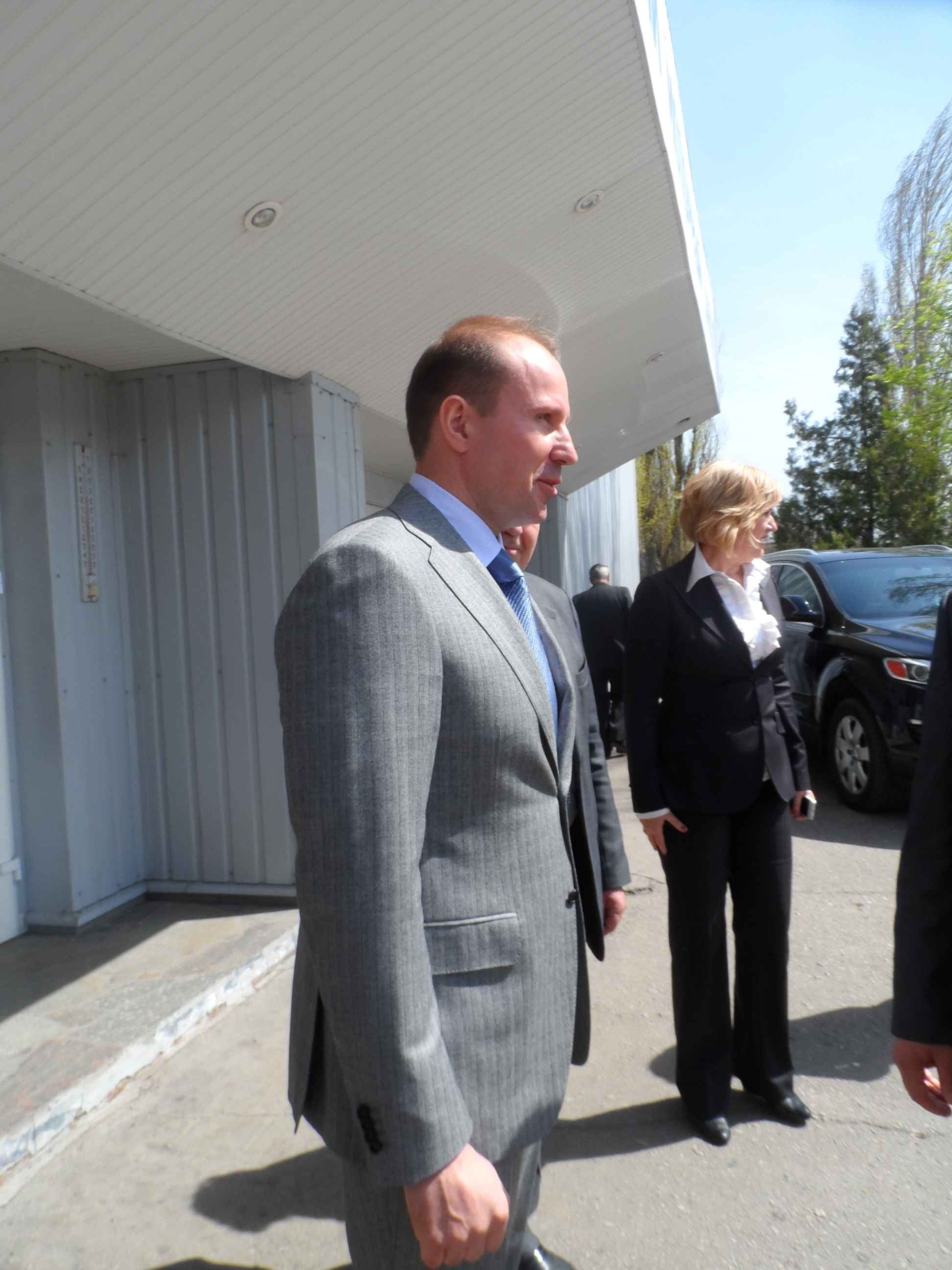
Сергій Мінько на підприємстві «АвтоЗАЗ-Мотор», 18 квітня 2014 року

28 лютого 2014 року обраний секретарем Мелітопольської міськради. Оскільки тодішній мер Сергій Вальтер перебував під слідством і був відсторонений, Мінько також став в.о. мера Мелітополя. Наступного дня він вийшов з Партії регіонів, заявивши, що як секретар міської ради, не може бути причетним до процесів, що відбуваються в партії.
24 квітня 2014 року депутати Мелітопольської міської ради надали Міньку 7-й ранг чиновника місцевого самоврядування.
У жовтні 2014 року на виборах до ВРУ, посів №2 за одномандатним в.о. № 80 з 19,56 % голосів, вибори виграв Євген Балицький, українофоб та співорганізатор антиукраїнських акцій. Після повномасштабного вторгнення Балицький став окупаційним «гауляйтером» області.
19 травня 2015 року в мелітопольському кафе співробітники обласного управління протидії злочинам у сфері економіки затримали депутата-комуніста Максима Зубарєва і антикорупціонера Миколу Коржилова. За даними очільника МВС Арсена Авакова, вони вимагали від Мінька 10 тис. $ за відкликання проєкту рішення міськради про дострокове припинення його повноважень.

### Міський голова Мелітополя
1 жовтня 2015 року був зареєстрований кандидатом на посаду міського голови Мелітополя від партії БПП. Здобув перемогу у першому і другому турах місцевих виборів.
20 листопада 2015 року склав присягу міського голови.

### Народний депутат
На позачергових парламентських виборах 2019 року висунув власну кандидатуру по виборчому округу № 80 (місто Мелітополь та Мелітопольський район), де й переміг отримавши 30,3 % підтримки виборців. У Верховній Раді IX скликання увійшов до депутатської групи «За майбутнє». Секретар Комітету з питань правоохоронної діяльності.
У 2019 році під час засідання Вищого антикорупційного суду дев'ятеро депутатів Верховної Ради вирішили взяти на поруки свого колегу із групи «За майбутнє» Ярослава Дубневича. серед них був Сергій Мінько.
Станом на 29 серпня 2023 став співатором 392 законопроєктів. Це 4-те місце за продуктивністю серед усіх нардепів.
Ініціатор законопроєкту № 7033 від 09.02.2022, який обмежує доступ до судових рішень. Вперше занепокоєння громадськості законопроєкт викликав у 2023. 2 травня 2024 року Комітет з питань правової політики Верховної Ради України повторно розглянув та рекомендував проєкт закону № 7033-д до голосування у парламенті, що знов викликало спротив багатьох правозахисників, юридичних та антикорупційних організацій.

### Партія «Команда Сергія Мінька»
У 2020 році Мінько створив партію «Команда Сергія Мінька», яка на місцевих виборах 2020 року отримала 43 % голосів у Мелітополі та 30 % у Мелітопольському районі. Згодом на базі партії було створено більшість у Мелітопольській міській та районній радах.

## Громадська діяльність
- З 2005 року — голова Запорізького обласного осередку Всеукраїнського громадського об'єднання «Українська аграрна конфедерація», член Ради ВГО «УАК».
- З 2006 року — голова Запорізького місцевого відділення всеукраїнської благодійної організації "Благодійний фонд «Міжнародний фонд розвитку українського села».
- З 5 березня по 15 квітня 2014 року — голова Координаційної ради «Громадянський актив Мелітополя»[28][29].
- Співзасновник Фонду збереження історико-культурної спадщини України.
- З перших днів повномасштабного вторгнення Російської Федерації активно долучився до волонтерського руху. Ініціював створення першого гуманітарного хабу в Запорізькій області для допомоги ВПО та формуванням ЗСУ та ТРО в Запорізькій області. Створив центр допомоги сім'ям цивільних викрадених.

## Меценатство
До початку повномасштабного вторгнення Російської Федерації спонсорував міського футбольного клубу «Мелітопольська черешня», підтримував щорічний іміджевий фестиваль «Черешнево», жіночий бізнес-форум PriAzov Lady Forum, багато інших громадських та благодійних ініціатив.

## Нагороди
- Відзнака Міністерства аграрної політики України «Знак пошани» (2007).
- Подяка Прем'єр-міністра України (за значний особистий внесок у забезпечення розвитку сільськогосподарського виробництва, сумлінну працю та високий професіоналізм) (2009).
- Орден «За заслуги перед Запорізьким краєм» III ступеня (2014).
- Почесна грамота Кабінету Міністрів України (2017)
- Орден «За заслуги» III ступеня (2018)[30]
- «Знак пошани» Міністерства оборони України (2022)
- Медаль «За службу державі» Сил спеціальних операцій Збройних Сил України (2023)

## Особисте життя
Одружений. Виховує чотирьох синів та двох доньок.